# Ганданский холм

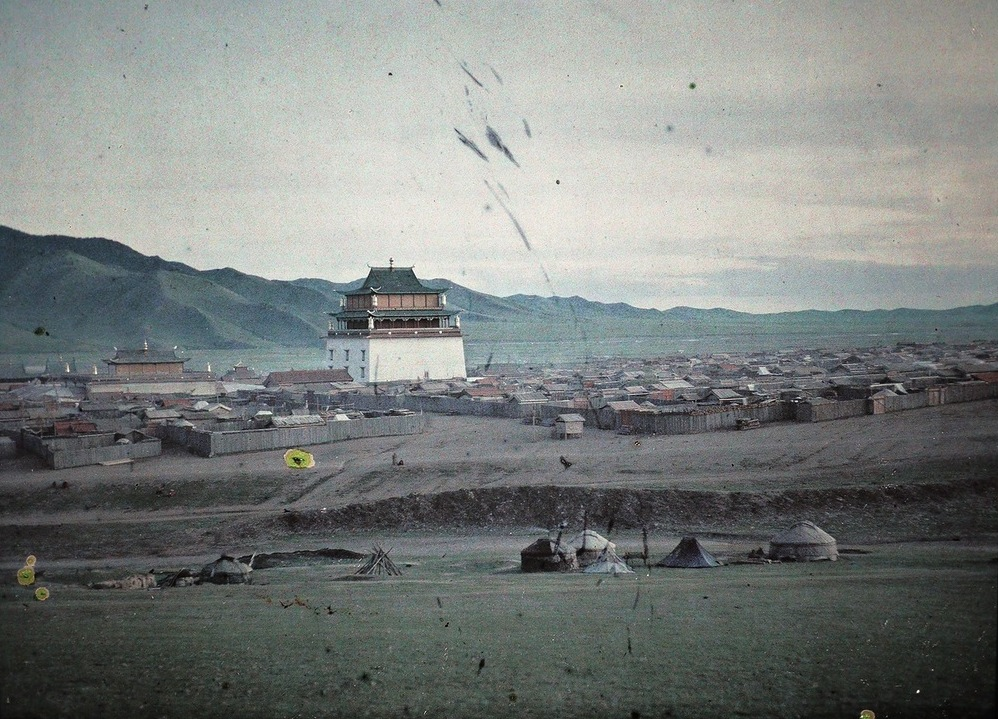
Ганданский холм в 1913 году

Га́нданский холм (монг. Гандангийн дэнж) — исторический район в центре Улан-Батора, занимающий территорию одноимённой возвышенности. Представляет собой кварталы плотной малоэтажной застройки, окружающие буддийский монастырь Гандантэгченлин.

## География
Ганданский холм занимает территорию площадью около 0,5 км² в хороо (микрорайонах) № 16 и 17 городского района Баянгол. Расположен в полутора километрах к западу от площади Сухэ-Батора — главной площади монгольской столицы.

## История
Один из самых старых районов Улан-Батора, Гандан возник вокруг давшего ему название монастыря Гандантэгченлин, основанного в 1809 году и перенесённого на его современное местоположение в 1838 году по пожеланию Богдо-гэгэна V. До основания монастыря холм носил название Далхын.
Сегодня окружающий монастырь район Гандан остаётся одним из немногих участков частного сектора в центре Улан-Батора. Территория района со всех сторон окружена кварталами многоэтажных зданий. Несмотря на центральное расположение, культурно-историческую значимость и туристическую привлекательность, Ганданский холм считается недостаточно благоустроенным районом и испытывает серьёзные проблемы с вывозом мусора и загрязнением воздуха устаревшими системами отопления частных домохозяйств. Впрочем, городские власти заявляют о скором решении этих проблем.